# Love/Hate
Love/Hate är The-Dreams debutalbum, utgivet den 11 december 2007.

## Bakgrund
Albumet skrevs och spelades in på 8 dagar, med 12 låtar som kom med på låtlistan. Några låtar handlade om The-Dreams personliga liv, en av dem är "Nikki" som handlar om ex-frun Nivea. The-Dream förklarade att Love/Hate var kört för "Love Me all Summer, Hate Me all Winter" eftersom de älskar dig när du är het och när du är kall gör de det inte ... Jag är het just nu och de älskar mig, men jag när var kall knullade de inte med mig.

## Gäster
Gästerna skulle egentligen innehålla Fabolous, Rihanna, Jay-Z, och André 3000, som The-Dream identifierade indirekt, men till slut vart det bara Fabolous och Rihanna som kom med på låtlistan.

## Låtlista
| Nr | Titel                 | Gästartist(er) | Längd |
| -- | --------------------- | -------------- | ----- |
| 1  | "Shawty Is a 10"      | Fabolous       | 4:23  |
| 2  | I Luv Your Girl"      |                | 4:28  |
| 3  | "Fast Car"            |                | 4:50  |
| 4  | "Nikki"               |                | 4:06  |
| 5  | "She Needs My Love"   |                | 4:30  |
| 6  | "Falsetto"            |                | 4:31  |
| 7  | "Playin' in Her Hair" |                | 3:15  |
| 8  | "Purple Kisses"       |                | 5:14  |
| 9  | "Ditch That..."       |                | 5:00  |
| 10 | "Luv Songs"           |                | 4:42  |
| 11 | "Livin' a Lie"        | Rihanna        | 4:16  |
| 12 | "Mama"                |                | 4:02  |